# Итальянские города-государства
Итальянские города-государства являются политическим феноменом малых независимых государств, существовавших в IX—XV веках, в основном, в центральной и северной части Апеннинского полуострова.
После падения Западной Римской империи городские поселения в Италии в целом сохранили несколько бо́льшую преемственность от римского наследия по сравнению с остальной частью Западной Европы. Многие города уцелели от более ранних этрусских и римских городов. Также сохранились республиканские учреждения Рима. Некоторые феодалы пользовались рабским трудом на больших участках земли, но к XI веку такие города, как Венеция, Милан, Флоренция, Генуя, Пиза, Сиена, Лукка, Кремона, стали крупными торговыми метрополиями, способными обрести независимость от их формальных суверенов.

## Ранние итальянские города-государства

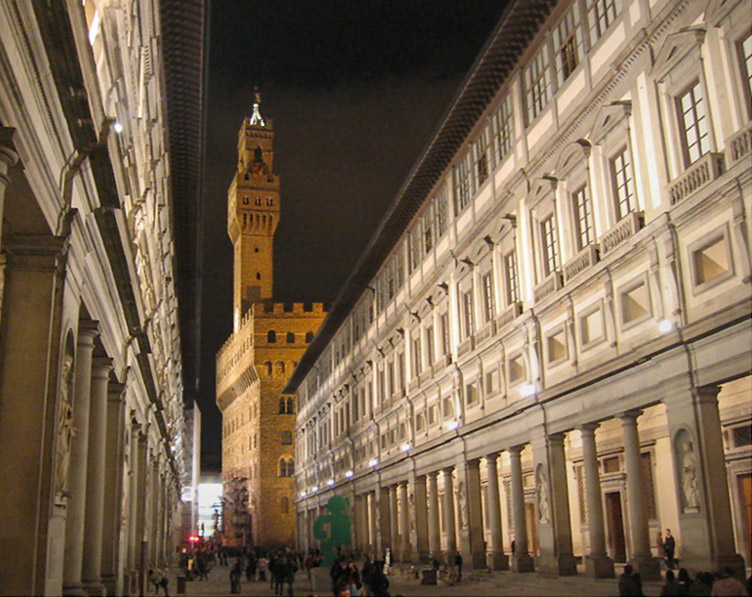
Флоренция была одним из важнейших городов-государств Италии

Первые итальянские города-государства возникли в северной Италии в результате борьбы со Священной Римской империей за обретение независимости. Ломбардская лига была союзом, в момент максимального развития включавшим в себя большинство городов северной Италии, в том числе Милан, Пьяченцу, Кремону, Мантую, Крему, Бергамо, Брешию, Болонью, Падую, Тревизо, Виченцу, Венецию, Верону, Лоди, Реджо-нель-Эмилию и Парму, хотя количество участников менялось с течением времени. Остальные города-государства действовали совместно с этим «содружеством» городов, как это делали Генуя, Турин и Рагуза.
В центральной Италии находились города-государства Флоренция, Пиза, Лукка, Сиена и Анкона, а на юге от Рима и Папской области были города-государства Салерно, Амальфи, Бари, Неаполь и Трани, которые в 1130 году были объединены в составе вновь созданного норманнского Сицилийского королевства.
Около 1100 года возникли Генуя и Венеция как независимые морские республики. Для Генуи номинальным правителем был император Священной Римской империи, а президентом города являлся епископ; однако реальная власть принадлежала нескольким советникам, ежегодно избираемым на народном собрании. Пиза и Амальфи также возникли как морские республики: торговля, строительство кораблей и банковское дело поддерживали мощь этих городов на Средиземном море.

## Отличия от Северной Европы
Между XII и XIII веками Италия значительно отличалась от феодальной Европы к северу от Альп. Полуостров состоял из смеси разнообразных политических и культурных элементов, и не являлся единым государством.
Марк Блок и Фернан Бродель доказывают, что история региона была предопределена его географией; другие учёные подчеркивают отсутствие центральной политической структуры. Гористая природа итальянского ландшафта препятствовала эффективным межгородским коммуникациям. Исключением была Паданская равнина: только она представляла собой широкую связную территорию, и большинство покорённых городов-государств располагались именно здесь. Те, которые наибольшее время оставались независимыми, располагались в наиболее пересечённой местности, как Флоренция или Венеция (которую защищала её лагуна). Альпы своими скалами мешали императору Священной Римской империи и многочисленным немецким феодалам напасть на северную часть Италии, что защищало страну от постоянного германского политического контроля. В основном по этим причинам не возникло сильной монархии, как это произошло в остальной Европе (власть Священной Римской империи над северной Италией, особенно после 1177 года, была только номинальной); а вместо этого возникли независимые города-государства.

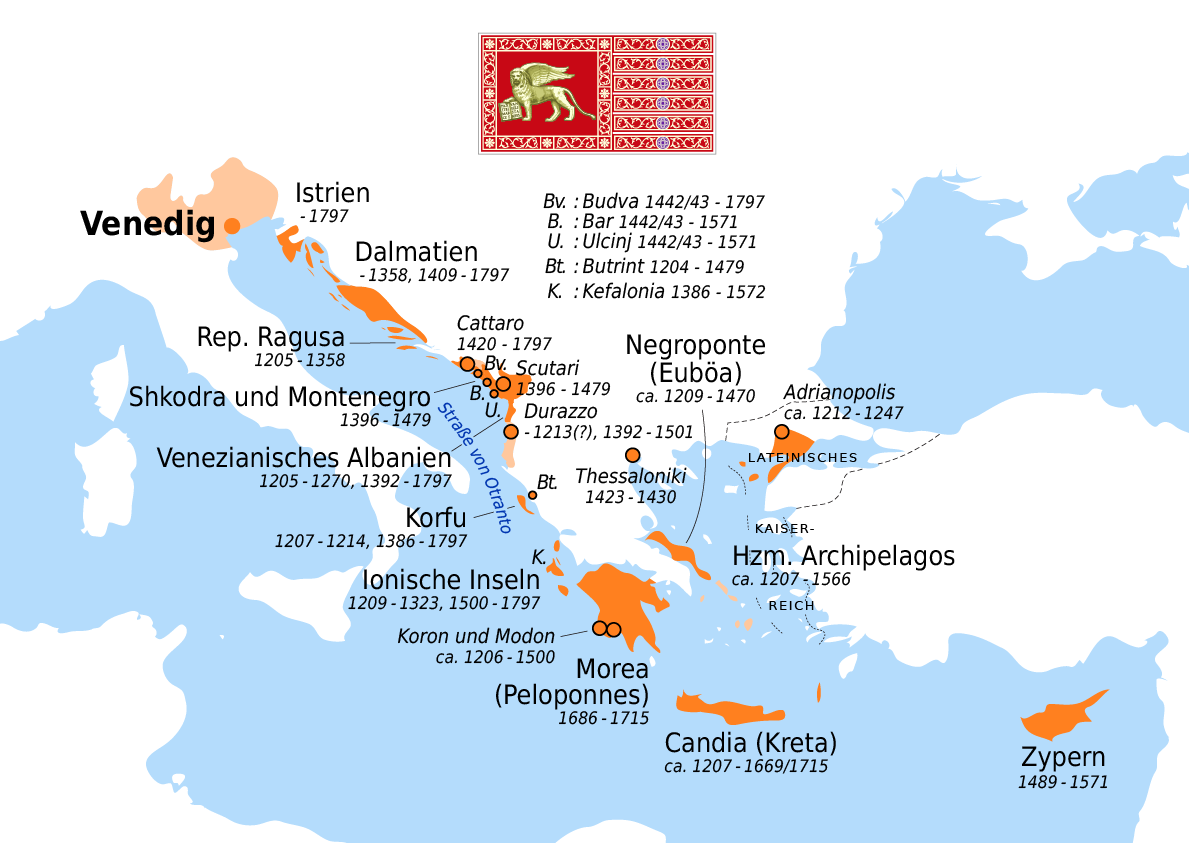
Светлейшая Венецианская республика, изначально являясь городом-государством, впоследствии расширилась и завоевала ряд территорий в самой Италии и за морем

Хотя, в основном, стабильно преобладали римские городские и республиканские настроения, происходило и множество изменений и движений. Италия первой ощущала происходящие в Европе изменения с XI по XIII столетия. Это были:
- рост населения: население в этот период удвоилось (демографический взрыв);
- возникновение крупных городов: Венеция, Флоренция и Милан имели свыше 100 000 жителей к XIII столетию. Кроме того, ряд других городов, таких как Генуя, Болонья и Верона, имели свыше 50 000 жителей;
- перестройка больших соборов;
- заметное перемещение населения из деревень в города (в Италии удельный вес городского населения составлял 20 %, что делало её наиболее урбанизированным обществом того времени);
- аграрная революция;
- развитие коммерции.

В недавних работах о городах-государствах американский ученый Родни Старк подчеркивает, что они сочетали ответственное правительство, христианство и зарождение капитализма. Он обращает внимание, что эти государства были в основном республиками, в отличие от великих европейских монархий Франции и Испании, где абсолютная власть была возложена на правителей, которые могли и хотели препятствовать развитию коммерции. Удерживая как церковную, так и мирскую власть в своих руках, независимые городские республики процветали благодаря коммерции, основанной на раннекапиталистических принципах, в конечном счёте создавая условия для художественного и интеллектуального расцвета Возрождения.
Кембриджский историк и политический философ Квентин Скиннер обратил внимание, как немецкий епископ Оттон Фрейзингский, посетивший центральную Италию в XII веке, описывал итальянские города как вышедшие из феодализма, так что их социум был основан на купечестве и торговле. Но и северные города-государства были достойны особого внимания в связи с феноменом купеческих республик, в особенности Венецианская республика. По сравнению с абсолютистскими монархиями и другими государствами с большей централизацией, итальянские коммуны и торговые республики обладали большей политической свободой, способствующей научному и художественному развитию. Географически и благодаря развитию торговли итальянские города, такие как Венеция, стали международными торговыми и финансовыми узлами, а также интеллектуальными центрами.
Гарвардский историк Нил Фергюсон указывал, что Флоренция и Венеция, как и некоторые другие итальянские города-государства, играли важнейшую инновационную роль в мировом финансовом прогрессе, разрабатывая основные инструменты и практики банковской деятельности и создавая новые формы социальной и экономической организации.

## Доход
По оценкам, доход на душу населения в северной Италии примерно утроился за период с XI по XV столетия. Это было в высшей степени мобильное общество с растущим населением, ускорение которому придавала стремительно развивающаяся во Эпоху Возрождения коммерция.
В начале XIV века Италия являлась экономической столицей Западной Европы: государства Апеннинского полуострова были основными производителями готовой шерстяной продукции. Однако с приходом бубонной чумы в 1348 году, зарождением английской шерстяной промышленности и постоянным военным положением, Италия временно утратила своё экономическое преимущество. Однако, к концу XV века Италия вновь поставила под контроль торговлю в Средиземноморье. Она нашла новую нишу в торговле предметами роскоши, такими как керамика, изделия из стекла, кружева и шёлк, одновременно с этим временно возродив шерстяную промышленность.
Однако, Италия никогда не вернула столь сильной позиции в текстильной отрасли. И хотя она была местом рождения банковской отрасли, к XVI веку немецкие и голландские банки начали создавать серьезную конкуренцию. Открытие Америки в конце XV века, как и новых маршрутов в Африку и Индию (которые сделали Испанию и Португалию лидерами в торговле) вызвало снижение итальянской экономической мощи.

## Грамотность и умение считать
К XIII столетию северная и центральная Италия стала наиболее грамотным обществом в мире. Более чем треть мужского населения могла читать на местных диалектах (беспрецедентный уровень с момента падения Западной Римской империи), так же как и небольшой, но заметный процент женщин.
Итальянские города-государства также обладали чрезвычайно высокой долей населения, умеющей считать, что было связано с важностью разработанных новых форм счетоводства, необходимых для купеческого базиса общества. Некоторые из наиболее распространенных книг, такие как Книга абака (Liber Abaci) Леонардо Фибоначчи из Пизы, содержали прикладные примеры использования математики и арифметики в коммерческой практике, а также коммерческие руководства, основанные на изощрённой математической и литературной грамотности.
Лука Пачоли способствовал созданию банковской системы в итальянских городах-государствах своей системой «двойной записи»: его 27-страничный трактат по счетоводству является первым известным опубликованным трудом по этому вопросу и считается заложившим основу для основанного на двойной записи бухгалтерского учёта (генуэзских купцов), как он применяется сегодня.

## Коммуны
В XI веке в северной Италии возникла новая политическая и социальная структура ― город-государство, или коммуна. Гражданская культура, выросшая в этих коммунах была заметным явлением. В некоторых местах, где коммуны возникали (например, в Англии или Франции), они были поглощены монархическим государством, как только оно появилось. Но они выжили в северной и центральной Италии, как и в ряде других территорий Европы, чтобы стать независимыми и мощными городами-государствами. В Италии отделение от их феодальных сюзеренов произошло в конце XII и в XIII веке, во время Борьбы за инвеституру между римскими папами и императорами Священной Римской империи: Милан возглавил города Ломбардии против императоров Священной Римской империи и завоевал независимость, победив в битве при Леньяно (1176) и битве при Парме (1248) (см. также Ломбардскую лигу).
Сходные городские революции привели к основанию городов-государств по всей средневековой Европе: в России (Новгородская республика, XII век), Фландрии (битва Золотых шпор, XIV век), Швейцарии (города Старой Швейцарской конфедерации, XIV век), Германии (Ганзейский союз, XIV—XV века), и в Пруссии (Тринадцатилетняя война, XV век).
Некоторые итальянские города-государства очень быстро обзавелись значительными военными силами. Венеция и Генуя создали обширные морские империи на Средиземном и Чёрном морях, угрожавшие растущей Османской империи. Во время Четвертого крестового похода (1204), Венеция завоевала четверть Византийской империи.

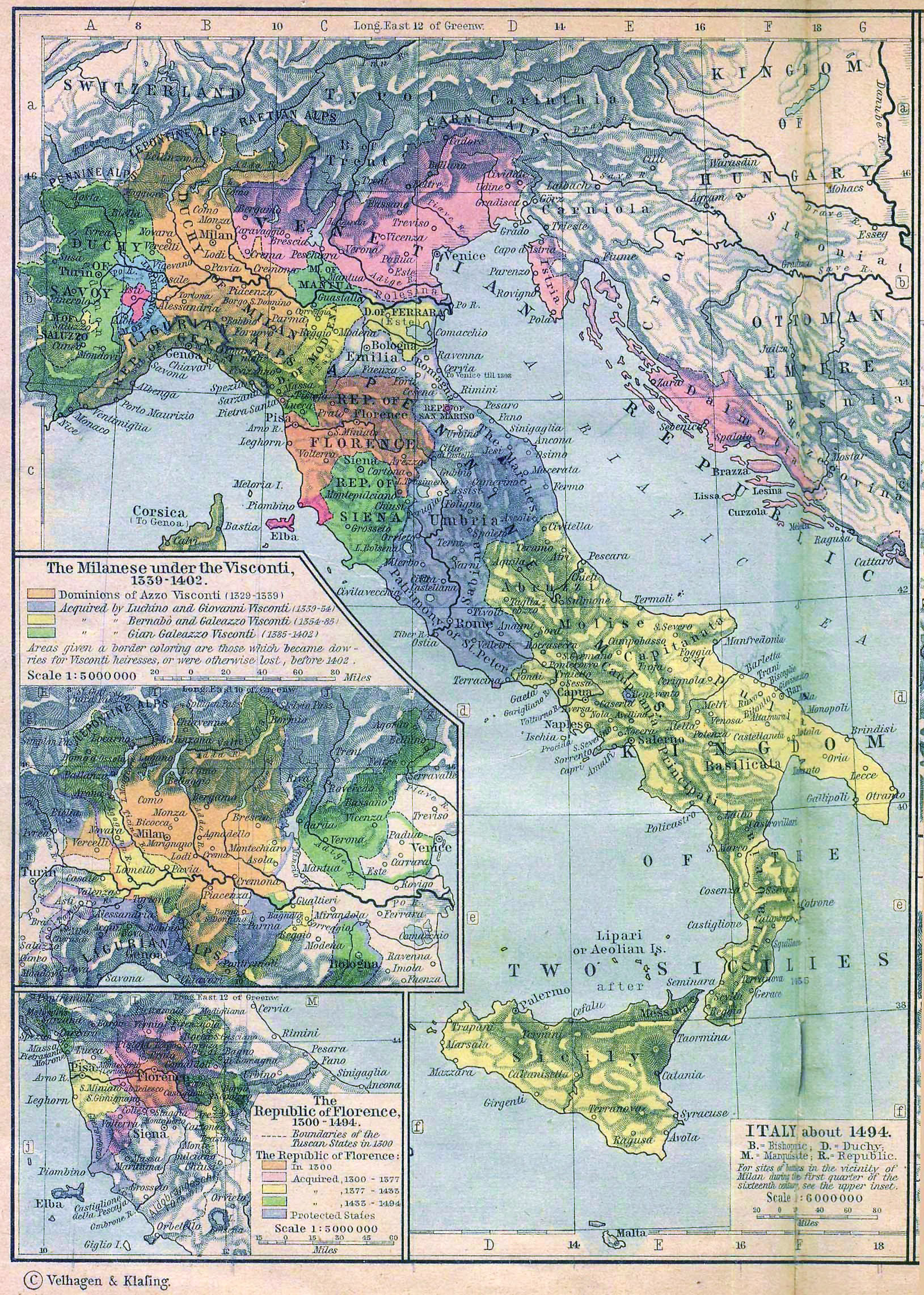
Италия в 1454 году после Лодийского мира

Морские республики были одним из важнейших результатов развития этой новой гражданской и социальной культуры, основанной на коммерции и обмене знаниями с другими областями мира за пределами западной Европы. Дубровницкая республика и Венецианская республика, к примеру, обладали важными торговыми связями с мусульманским и индийским миром и это способствовало первоначальному развитию итальянского Возрождения.
К концу XII века в северной Италии возник новый тип общества; богатые, мобильные, расширяющиеся, со смешанной аристократией и городским бюргерским классом (abitante), заинтересованными в городских институтах и республиканском правительстве. Но многие из новых городов-государств также раздирались противоречиями между партиями, основанными на родственных связях и разного рода братствах, которые подрывали их единство (к примеру гвельфы и гибеллины).

## Княжества
К 1300 году большинство этих республик стало княжествами, управляемыми синьорами. Исключениями оставались Венеция, Флоренция, Лукка, и некоторые другие, которые оставались республиками перед лицом все более монархической Европы. Во множестве случаев к 1400 году сеньоры сумели основать стабильные династии в управляемых городах (или группах городов в рамках региона), также приобретая дворянский титул от своего формального сюзерена. К примеру, в 1395 году Джан Галеаццо Висконти купил за 100 000 золотых флоринов титул Герцога Милана у императора Вацлава IV.

## Региональные государства
В XIV и XV столетиях Милан, Венеция и Флоренция завоевали соседние города-государства, образовав региональные государства. В 1454 году Лодийский мир закончил их борьбу за гегемонию в Италии за счет достижения баланса сил (см. также Итальянское Возрождение).
В начале XVI столетия кроме мелких государств вроде Лукки или Сан-Марино, только республиканская Венеция оставалась способной сохранить свою независимость и составить конкуренцию европейским монархиям Франции и Испании, а также Османской империи (см. Итальянские войны).